# يوسوي
يوسوي هي بلدية في اليابان، وبلدة في اليابان، تقع في مقاطعة إيرا، بلغ عدد سكانها 9,750 نسمة وذلك حسب إحصائيات سنة 2018، تبلغ مساحتها 144.29 كيلومتر مربع.

## الموقع
تشترك في الحدود مع:
- إيسا
- ساتسوما  [لغات أخرى]‏.

## أعلام
- جونيتشي إيناموتو